# 春野ゆこ
春野 ゆこ （はるの ゆこ、1月9日 -）は、日本のAV女優、元グラビアアイドル、コスプレイヤー。SOD HANAYA PROJECT所属。

## 略歴
大阪府出身。大阪府を中心にコスプレイヤー「ゆこりーむ」として活動したのち、2019年よりグラビアアイドルとして活動するため上京。以降は並行してコスプレイヤー、撮影会モデルとしても活動した。コスプレイヤーからグラビアアイドルへの挑戦は、周囲がやってるのを見て、やってみたいと思ったためで、自らビデオメーカーに売り込みに行ったという。旧名義の「ゆこりーむ」はそのまま愛称となっている。
1stDVD"コスグラチュッ Vol.1"の発売記念イベントを同年9月2日、ソフマップAKIBA1号店サブカルチャーモバイル館で開催。
2020年に上京。2ndイメージビデオの発売イベントはコロナ禍のため延期が続き、約4か月後の発売となった3rdイメージビデオのイベントと同時に行った。
小学館『週刊ポスト』2023年5月19日号で初のヌードを披露したのち、同号の発売日である2023年5月8日にAV女優としてデビューすることを発表した。
5月1日週FANZA通販フロアランキングにて、デビュー作『フォロワー数18万の有名コスプレイヤー 春野ゆこ 初めてのAV参戦！』が初登場8位を記録した。

## 人物
趣味はコスプレ。特技はピアノ。胸は中学で大きくなり、中1でCカップだった胸が、卒業時にEからFくらいになった。高校ではブラジャーがどんどん合わなくなり、それでも親に改めて買ってもらうのが申し訳なかったため、キチキチのブラに胸を押し込んでいた。
統合失調症を患っており、度々入院している。
AVデビュー作に関しては、インタビューにて「私の顔に精液がかけられたところを観て興奮してください」と述べている。

## 作品

### イメージビデオ
- コスグラチュッ Vol.1 春野ゆこ（ゆこりーむ）（2018年8月16日、オルスタックソフト販売）
- 触れたいカラダ（2020年4月24日、スパイスビジュアル）[14]
- Secret Garden（2020年8月28日、スパイスビジュアル）[14][15]
- 高貴美人のわがままボディ（2020年11月20日、竹書房）[16][17]

### アダルトビデオ
- フォロワー数18万の有名コスプレイヤー 春野ゆこ 初めてのAV参戦!（2023年5月30日配信開始、DVD：同7月6日、SODクリエイト）※配信先行[9]
- 全部初めて！エロコス初体験4本番 春野ゆこ【圧倒的4K映像でヌク！】（2023年9月21日、SODクリエイト）[18]
- 無防備なIカップおっぱいから始まる職業4シチュエーション 職場なのに乳揉みスイッチが入ると止まらない本性エッチな働くオンナ 春野ゆこ（2024年2月20日、SODクリエイト）
- ※揺れすぎ注意※Iカップ爆乳が激揺れ！終わらないガン突き絶頂FUCK！ 春野ゆこ（2024年3月12日、SODクリエイト）
- 初めてのソープ参戦！ふわとろIカップ神乳で必ず10発ヌイてくれる射精無限大コスプレソープ 春野ゆこ（2024年5月9日、SODクリエイト）[19]
- 僕のためだけにコス（擦）ってくれる爆乳レイヤー彼女に精子をねだられ続けるヤリまくりイチャラブ性活 春野ゆこ（2024年6月20日、SODクリエイト）
- Iカップ爆乳レイヤー撮影会の闇 キモオタたちに囲まれ好き放題に穢される 性処理ドMペット春野ゆこ（2024年7月11日、SODクリエイト）[20]

- 実写版 魔術師パパ活中 春野ゆこ 原作ナイーブタ西義之 人気少年マンガ家作品と夢の原作コラボ！（2024年8月8日、SODクリエイト）[21][22]
- 実写版 僕の寝取らせ性癖に付き合ってくれる彼女 春野ゆこ×大人気同人漫画家テラスMCコラボ作品！（9月12日、SODクリエイト）
- 寝取られた爆乳清楚妻ひとみ ―甥っ子にトロトロに溶かされました―実写版 SODStar春野ゆこ×同人サークル’’ゴールデンバズーカ’’コラボ作品（10月10日、SODクリエイト）[23]

## 出演

### ラジオ
- ニューヨーク・小湊よつ葉のマジックミラーナイト（2023年10月8日・15日・29日、11月5日、文化放送）